# Colfosco (Corvara in Badia)
Colfosco (Calfosch in ladino, Kolfuschg in tedesco) è una frazione  del comune italiano di Corvara in Badia, borgo abitato più elevato dell'Alta Badia (1645 m s.l.m.) nonché centro turistico ben attrezzato nel cuore delle Dolomiti, situato alle pendici del massiccio del Sella e del Parco naturale Puez-Odle, sulla strada che da Corvara porta al Passo Gardena, verso la Val Gardena.

## Storia
Nonostante facciano parte ormai dello stesso comune, i due piccoli paesi di Corvara e Colfosco hanno avuto storie nettamente distinte e hanno fatto parte anche di territori diversi. 
Benché i due centri abitati si siano sviluppati uno accanto all'altro, ci sono differenze ragguardevoli nella loro storia.
Colfosco appare per la prima volta in un documento dell'anno 1153, da quale risulta che il conte di Sabiona comprò Colfosco dall'abate di San Candido, e la località all'epoca sembra fosse solamente un pascolo sul quale i contadini di Laion e della Val Gardena conducevano le loro mandrie a pascolare. Con il passare del tempo gli abitatori dapprima stagionali, iniziarono poi pian piano a stabilirvisi ed a rimanervi anche d'inverno, e non più solo d'estate.
I primi masi di Colfosco erano, com'era consuetudine del momento storico, di proprietà delle famiglie nobili.
Mentre di Corvara si hanno notizie storiche soltanto dal 1292, ed apparteneva al tempo all'antica signoria della Val Badia, e faceva parte della giurisdizione di Marebbe, di Colfosco al contrario si ha traccia certa già un secolo e mezzo prima, precisamente dall'anno 1153, e l'abitato faceva parte fin dal 1296 della giurisdizione di Selva di Val Gardena, oltre che del vescovato di Bressanone, ed è stata annessa alla Val Badia solo nell'anno 1828.
Dato che faceva parte della parrocchia di Laion, la gente di Colfosco andava a messa nella chiesa parrocchiale di quest'ultimo villaggio, e portava lì i suoi morti per la sepoltura, ed il sentiero passava per Puez, Val Lunga e Gardena, per cui ecclesiasticamente, Colfosco è appartenuta dapprima alla chiesa parrocchiale di Laion, poi alla Curazia di Santa Cristina in Val Gardena.
Nel 1419 fu consacrata nell'attuale abitato storico una cappella a San Vigilio, ed in quel periodo Colfosco passò alla parrocchia di Santa Cristina, e nel 1515 il parroco di Laion concesse finalmente un sacerdote che si stabilì nel paesino.
Nel 1680 Colfosco fu staccato definitivamente da Laion e unito alla parrocchia di Pieve di Livinallongo, e nel 1827 passò alla giurisdizione di Marebbe, alla quale Corvara apparteneva invece da sempre.
Sia Corvara che Colfosco sono appartenute sino alla fine della prima guerra mondiale alla circoscrizione giurisdizionale di Marebbe e facevano parte del distretto di Brunico.
Nel 1928 il comune di Colfosco è stato unito al comune di Corvara in Badia.

## Economia

### Turismo
D'estate è il punto di partenza di molte passeggiate e vie ferrate; d'inverno, invece, offre numerose piste per tutte le difficoltà con il collegamento con il resto della vallata e con le vallate vicine, essendo compreso nel circuito della Sellaronda.
Sia Corvara sia Colfosco hanno acquisito fama internazionale nel XIX e XX secolo, quando hanno cominciato ad essere apprezzate per le attività sciistiche ed escursionistiche.
Nel 1947 è stata ultimata e collaudata la prima seggiovia d'Italia proprio a Corvara, che collegava l'abitato al Col Alto, avviando un processo di intensificazione dell'industria turistica e sciistica che ha visto un particolare incremento negli anni settanta, creando numerosi posti di lavoro per la popolazione locale ed anche per persone giunte da altre regioni.